# Iberoniscus breuili
Iberoniscus breuili är en kräftdjursart som beskrevs av Albert Vandel1952. Iberoniscus breuili ingår i släktet Iberoniscus och familjen Trichoniscidae. Inga underarter finns listade i Catalogue of Life.